# Municipio de New Prairie (Minnesota)
El municipio de New Prairie (en inglés: New Prairie Township) es un municipio ubicado en el condado de Pope en el estado estadounidense de Minnesota. En el año 2010 tenía una población de 197 habitantes y una densidad poblacional de 2,12 personas por km².

## Geografía
El municipio de New Prairie se encuentra ubicado en las coordenadas 45°38′11″N 95°41′11″O / 45.63639, -95.68639. Según la Oficina del Censo de los Estados Unidos, el municipio tiene una superficie total de 92.75 km², de la cual 91,25 km² corresponden a tierra firme y (1,62 %) 1,5 km² es agua.

## Demografía
Según el censo de 2010, había 197 personas residiendo en el municipio de New Prairie. La densidad de población era de 2,12 hab./km². De los 197 habitantes, el municipio de New Prairie estaba compuesto por el 99,49 % blancos y el 0,51 % eran de una mezcla de razas. Del total de la población el 0,51 % eran hispanos o latinos de cualquier raza.